# هاجد (اسم)
هاجد هو اسم علم مذكر من أصل عربي، ومعناه هو النائم المستيقظ ليلًا المصلى ليلًا مثل المتهجد.

## وصلات خارجية
- موسوعة السلطان قابوس لأسماء العرب